# Emma Döll
Emma Döll (z domu Hohmann) ur. 3 marca 1873 w Kętrzynie, zm. 1930 w Gdańsku) – niemiecka polityk, deputowana do gdańskiego Volkstagu.
Emma Hohmann ukończyła szkołę ludową i zawodową szkołę rolniczą w Pasłęku. Na początku XX wieku przeniosła się do Meiningen, gdzie poślubiła krawca Eduarda Dölla. W 1906 para wróciła do Gańska, gdzie Döll wstąpiła do Socjaldemokratycznej Partii Niemiec, a w 1918 roku do Niezależnej Socjaldemokratycznej Partii Niemiec. W końcu roku 1920 wraz z lewym skrzydłem swojej partii przeszła do Komunistycznej Partii Niemiec. W maju 1920 roku wybrana z ramienia USPD do Zgromadzenia Konstytucyjnego, przekształconego później w Volkstag. Zasiadała w nim dwie kadencje do 1927 roku.